# Rajd Irlandii 2007

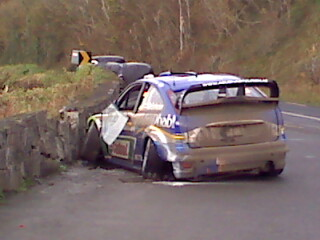
Wypadek podczas rajdu Irlandii 2007

Rezultaty Rajdu Irlandii (1st Rally Ireland), 15. rundy Rajdowych Mistrzostw Świata w 2007 roku, który odbył się w dniach 15-18 listopada:

## Klasyfikacja ostateczna
| Msc.     | Kierowca           | Pilot           | Samochód                | Czas      | Strata   | Grupa | Punkty |
| WRC      | WRC                | WRC             | WRC                     | WRC       | WRC      | WRC   | WRC    |
| -------- | ------------------ | --------------- | ----------------------- | --------- | -------- | ----- | ------ |
| 1.       | Sébastien Loeb     | Daniel Elena    | Citroën C4 WRC          | 3:01:39.2 | 0.0      | A8 M  | 10     |
| 2.       | Dani Sordo         | Marc Marti      | Citroën C4 WRC          | 3:02:32.6 | 53.4     | A8 M  | 8      |
| 3.       | Jari-Matti Latvala | Miikka Anttila  | Ford Focus RS WRC 06    | 3:03:27.4 | 1:48.2   | A8 M  | 6      |
| 4.       | Mikko Hirvonen     | Jarmo Lehtinen  | Ford Focus RS WRC 07    | 3:03:56.9 | 2:17.7   | A8 M  | 5      |
| 5.       | Petter Solberg     | Phil Mills      | Subaru Impreza WRC2007  | 3:04:35.0 | 2:55.8   | A8 M  | 4      |
| 6.       | Guy Wilks          | Phil Pugh       | Subaru Impreza WRC      | 3:07:37.1 | 5:57.9   | A8    | 3      |
| 7.       | Matthew Wilson     | Michael Orr     | Ford Focus WRC 06       | 3:11:44.1 | 10:04.9  | A8    | 2      |
| 8.       | Gareth MacHale     | Allan Harryman  | Ford Focus WRC          | 3:12:47.5 | 11:08.3  | A8    | 1      |
|          |                    |                 |                         |           |          |       |        |
| 16.      | Henning Solberg    | Göran Bergsten  | Ford Focus RS WRC '06   | 3:22:38.4 | +20:59.2 | A8 M  |        |
|          |                    |                 |                         |           |          |       |        |
| 42.      | Chris Atkinson     | Stéphane Prévot | Subaru Impreza WRC '07  | 3:48:18.5 | +46:39.3 | A8 M  |        |
|          |                    |                 |                         |           |          |       |        |
| PWRC     |                    |                 |                         |           |          |       |        |
| 1. (10.) | Niall McShea       | Marshall Clarke | Subaru Impreza WRX STi  | 3:18:11.3 | 0.0      | N4    | 10     |
| 2. (11.) | Gabriel Pozzo      | Daniel Stillo   | Mitsubishi Lancer Evo 9 | 3:18:55.4 | 44.1     | N4    | 8      |
| 3. (17.) | Nasir al-Atijja    | Chris Patterson | Subaru Impreza C 07     | 3:22:42.4 | 4:31.1   | N4    | 6      |
| 4. (18.) | Simone Campedelli  | Danilo Fappani  | Mitsubishi Lancer Evo 9 | 3:24:47.2 | 6:35.9   | N4    | 5      |
| 5. (20.) | Štěpán Vojtěch     | Michal Ernst    | Mitsubishi Lancer Evo 9 | 3:26:45.4 | 8:34.1   | N4    | 4      |
| 6. (21.) | Fumio Nutahara     | Daniel Barritt  | Mitsubishi Lancer Evo 9 | 3:27:32.8 | 9:21.5   | N4    | 3      |
| 7. (22.) | Colm Murphy        | Ger Loughrey    | Subaru Impreza WRX STi  | 3:27:34.6 | 9:23.3   | N4    | 2      |
| 8. (23.) | Philip Morrow      | David Senior    | Mitsubishi Lancer Evo 9 | 3:28:46.9 | 10:35.6  | N4    | 1      |

1. ↑  Litera M przy oznaczeniu grupy do której należy samochód oznacza, iż tylko ci kierowcy zdobywali punkty dla swoich zespołów liczonych w klasyfikacji producentów na koniec sezonu.

## Nie ukończyli
- Eugene Donnelly – awaria (OS4);
- Marcus Grönholm – wypadł z trasy – uderzył w mur (OS4);
- Xavier Pons – awaria – silnik (OS4);
- Andreas Aigner – wypadł z trasy (OS7);
- Kris Meeke – awaria (OS9);
- Andrew Nesbitt – wypadł z trasy (OS11);
- Gareth Jones – awaria (OS11);
- Ray Breen – wypadł z trasy (OS11);
- Tim McNulty – awaria (OS12);
- Manfred Stohl – awaria (OS13);
- Mark Higgins – rolował (OS16) ;
- Leszek Kuzaj – awaria (OS16);
- Patrik Flodin – awaria (OS17);
- Armindo Araújo – wypadł z trasy (OS19);

## Zwycięzcy odcinków specjalnych
| Etap                        | Odcinek | Godz. rozp. | Nazwa                                | Długość  | Zwycięzca    | Czas    | Średnia prędkość | Lider rajdu |
| --------------------------- | ------- | ----------- | ------------------------------------ | -------- | ------------ | ------- | ---------------- | ----------- |
| 1 15 listopada 16 listopada | OS1     | 19:00       | Stormont (Belfast, NI)               | 1,82 km  | M. Grönholm  | 1:30.8  | 72,16 km/h       | M. Grönholm |
| 1 15 listopada 16 listopada | OS2     | 08:05       | Geevagh 1 (Sligo, RoI)               | 11,47 km | S. Loeb      | 6:05.7  | 112,92 km/h      | S. Loeb     |
| 1 15 listopada 16 listopada | OS3     | 08:33       | Arigna 1 (Roscommon, RoI)            | 27,89 km | D. Sordo     | 15:44.0 | 106,36 km/h      | S. Loeb     |
| 1 15 listopada 16 listopada | OS4     | 09:24       | Lough Gill 1 (Co. Sligo, RoI)        | 20,56 km | D. Sordo     | 10:54.7 | 113,05 km/h      | D. Sordo    |
| 1 15 listopada 16 listopada | OS5     | 11:29       | Geevagh 2 (Co. Sligo, RoI)           | 11,47 km | S. Loeb      | 6:22.0  | 108,09 km/h      | S. Loeb     |
| 1 15 listopada 16 listopada | OS6     | 11:57       | Arigna 2 (Co. Roscommon, RoI)        | 27,89 km | S. Loeb      | 16:09.6 | 103,55 km/h      | S. Loeb     |
| 1 15 listopada 16 listopada | OS7     | 12:48       | Lough Gill 2 (Co. Sligo, RoI)        | 20,56 km | D. Sordo     | 10:55.5 | 112,92 km/h      | S. Loeb     |
| 1 15 listopada 16 listopada | OS8     | 15:01       | Glenboy (Leitrim, RoI)               | 22,25 km | S. Loeb      | 11:56.0 | 111,87 km/h      | S. Loeb     |
| 1 15 listopada 16 listopada | OS9     | 15:54       | Bencroy (Cavan, RoI)                 | 15,43 km | D. Sordo     | 8:21.3  | 110,81 km/h      | S. Loeb     |
| 1 15 listopada 16 listopada | OS10    | 16:19       | Drumshanbo (Co. Leitrim, RoI)        | 8,65 km  | S. Loeb      | 5:00.3  | 103,70 km/h      | S. Loeb     |
| 2 17 listopada              | OS11    | 8:13        | Sloughan Glen 1 (Tyrone, NI)         | 20,95 km | S. Loeb      | 11:37.7 | 108,10 km/h      | S. Loeb     |
| 2 17 listopada              | OS12    | 09:08       | Ballinamallard 1 (Fermanagh, NI)     | 17,95 km | S. Loeb      | 9:35.9  | 112,21 km/h      | S. Loeb     |
| 2 17 listopada              | OS13    | 09:51       | Tempo 1 (Co. Fermanagh, NI)          | 13,46 km | S. Loeb      | 7:31.6  | 107,30 km/h      | S. Loeb     |
| 2 17 listopada              | OS14    | 14:04       | Sloughan Glen 2 (Co. Tyrone, NI)     | 20,95 km | C. Atkinson  | 11:25.7 | 109,99 km/h      | S. Loeb     |
| 2 17 listopada              | OS15    | 14:59       | Ballinamallard 2 (Co. Fermanagh, NI) | 17,95 km | S. Loeb      | 9:30.7  | 113,23 km/h      | S. Loeb     |
| 2 17 listopada              | OS16    | 15:42       | Tempo 2 (Co. Fermanagh, NI)          | 13,46 km | J-M. Latvala | 7:28.9  | 107,94 km/h      | S. Loeb     |
| 3 18 listopada              | OS17    | 09:03       | Murley (Co. Fermanagh, NI)           | 24,70 km | M. Hirvonen  | 13:19.9 | 111,16 km/h      | S. Loeb     |
| 3 18 listopada              | OS18    | 09:51       | Fardross (Co. Fermanagh, NI)         | 14,77 km | M. Hirvonen  | 8:49.8  | 100,36 km/h      | S. Loeb     |
| 3 18 listopada              | OS19    | 11:39       | Donegal Bay (Donegal, RoI)           | 14,06 km | J-M. Latvala | 7:00.9  | 120,26 km/h      | S. Loeb     |
| 3 18 listopada              | OS20    | 13:08       | Mullaghmore (Co. Sligo, RoI)         | 2,38 km  | P. Solberg   | 1:16.9  | 111,42 km/h      | S. Loeb     |

## Klasyfikacja po 15 rundach
Tabele przedstawiają tylko pięć pierwszych miejsc.

### Kierowcy
| Lp. | Kierowca        | Pkt |
| --- | --------------- | --- |
| 1   | Sébastien Loeb  | 110 |
| 2   | Marcus Grönholm | 104 |
| 3   | Mikko Hirvonen  | 89  |
| 4   | Daniel Sordo    | 61  |
| 5   | Petter Solberg  | 42  |

### Producenci
| Lp. | Producent                  | Pkt |
| --- | -------------------------- | --- |
| 1   | BP Ford World Rally Team   | 194 |
| 2   | Citroën Total WRT          | 173 |
| 3   | Stobart VK Ford Rally Team | 80  |
| 4   | Subaru World Rally Team    | 79  |
| 5   | OMV Kronos Citroën WRT     | 43  |